# Collina d’Oro
Collina d’Oro (lmo. Colina d'Or) – miejscowość i gmina w południowej Szwajcarii, w kantonie Ticino, w okręgu (distretto) Lugano, w powiecie (circolo) Paradiso. Leży nad jeziorami Lago di Lugano oraz Lago di Muzzano. Powstała 4 kwietnia 2004 w wyniku połączenia gmin Agra, Gentilino i Montagnola. 1 kwietnia 2012 do gminy przyłączono gminę Carabietta.

## Demografia
W Collina d’Oro mieszka 4816 osób. W 2022 roku 35,2% populacji gminy stanowiły osoby urodzone poza Szwajcarią. 

## Transport
Przez teren gminy przebiegają autostrada A2 oraz droga główna nr 404.